# Заппа, Мун
Мун Юни́т За́ппа (англ. Moon Unit Zappa; 28 сентября 1967, Нью-Йорк, США) — американская актриса, кинорежиссёр, сценарист, кинопродюсер, музыкант и писательница.
Старший ребёнок в семье рок-музыканта Фрэнка Заппа и Гейл Заппы. У неё есть два брата, Двизил и Ахмет, и сестра Дива. В 1982 году исполнила речитативную вокальную партию в песне Фрэнка Заппы Valley Girl (song) из альбома Ship Arriving Too Late to Save a Drowning Witch. С середины 1980-х годов неоднократно вместе с братом Двизилом Заппой приглашалась на MTV в качестве виджея. В те же годы снялась в нескольких телесериалах.
В 2000 году спела несколько вокальных партий в альбоме Кипа Уингера Songs from the Ocean Floor. В 2001 году написала роман «America, the Beautiful», выпущенный издательством Simon & Schuster.
В 2002—2014 годы была замужем за музыкантом Полом Дусеттом (род. 1972). У бывших супругов есть дочь — Матильда Плам Дусетт (род. 21 декабря 2004 года).